# ヤスコとケンジ
『ヤスコとケンジ』は、アルコによる日本の漫画作品。『デラックスマーガレット』（集英社）2004年1月号で読み切り版を発表した後、『別冊マーガレット』2005年4月号から2006年11月号にかけて連載された。単行本は全5巻。略称「ヤスケン」。
2008年7月から9月まで、日本テレビ系土曜ドラマ枠において連続ドラマ化された。これに伴い、『別冊マーガレット』2008年8月号から同年11月号まで『超立!!桃の木高校』を休載して短期集中連載を行った。
また、『デラックスマーガレット』2009年1月号には、番外編『モスとアジダス』が掲載された。
2014年に、マーガレット&別冊マーガレットは50周年の企画としてモーションコミック化された。

## ストーリー
6年前の12月24日、交通事故で両親を亡くした沖康子は兄である元暴走族総長の健児と2人で暮らしている。しかし何をするにも健児の邪魔が入り、恋愛すら満足に出来ない康子は健児を疎ましがり、兄妹喧嘩ばかりの毎日だった。

## 登場人物

### メインキャラクター
沖 康子（おき やすこ）
主人公。夢見がちな性格。高校2年生の17歳。兄の健治によって無理矢理通い始めることになった塾で純に出会い、一目惚れ。健児とは喧嘩ばかりしている。
過干渉で意見を押し付けてくる健児を「あんた」と呼んだり、携帯のアドレス帳に「あいつ」と登録したりと嫌っているようだが内心は誰よりも信頼している。純の姉であるエリカと意気投合し、現在は「つばきフラワ〜」でアルバイト中。学校での成績は赤点のギリギリ手前。5月17日生まれ。
沖 健児（おき けんじ）
康子の兄。24歳。暴走族「ネイキッドガン」の元総長で、両親を亡くしたことを機に解散した。現在の職業は成人向け漫画を描く漫画家で、ペンネームはケンケン。強引で凶暴な性格。相手が誰であろうと容赦はせず、康子の場合は洗濯機に入れられ、そのまま回されたこともある。康子の躾には厳しく、門限を設置したり私生活のスケジュールまで管理するほどである。
普段は眼鏡を掛けているが、特攻服着用時は掛けず、コンタクトレンズを兼用。康子を守ることが自身の正義と考えており、彼女の危機には颯爽と駆けつける。結婚願望はない。
椿 純（つばき じゅん）
エリカの弟。進学校の男子高校に通う2年生で、クラスは特進組、校内試験の成績は1位と優秀。休日は実家の花屋の手伝いをしている。嫌いな食べ物は人参。幹夫の嫌がらせにはうんざりしているようだが、全く相手にしていない。
椿 エリカ（つばき えりか）
純の姉。24歳。レディース軍団「黒薔薇」の元総長。現在は実家の花屋「つばきフラワ〜」で働いている。9年前に健児に一目惚れし、現在も片思い中。レディース時代に何度も告白したものの全てこっぴどく断られている。学生の頃はかなりの肥満体型だったが、健児に振られたのを機に現在はモデル並みのスタイルを持つ美人になった。身長179cm、8月25日生まれ、O型。かなりの料理下手。
モス
暴走族「ネイキッドガン」の元親衛隊隊長。現在は健児のアシスタントを務める。スキンヘッドで人相は悪いが、お人好し。23歳。本名は正助（しょうすけ）。読み切り版では右目上に古傷がある。
アジダス
暴走族「ネイキッドガン」の元特攻隊長。現在はモスと共に健児のアシスタントを務める。リーゼント。本名は不明。モスとは幼なじみの間柄。

### サブキャラクター
サイボーグ ラバ子
健児（ケンケン）の描く漫画のキャラクター、及びタイトル。本作第1巻に書き下ろしで収録されている。
青田（あおた）
暴走族「スネイク」の元総長。族当時からエリカに惚れていたがまったく相手にされず、逆恨みをして健児に夜襲をかけていた（健児はいまでもエリカの仕業だと勘違いしている）。現在もエリカに思いを寄せている。
赤川（あかがわ）
青田の部下。青田を慕っているが、失礼な言動が多い。
みえ、まほ
康子の友達でクラスメート。みえは読み切り版にも登場。

### ゲストキャラクター
横須賀 茜（よこすか あかね）
ラバ子そっくりの顔をしている女性。かなりマイペースな22歳。職業は保育士。健児と婚約寸前まで至ったが健児に結婚する気がないと分かるとあっさりと諦めた。
宮園 かおり（みやぞの かおり）
エリカがレディース総長だった頃の後輩。22歳。名古屋弁で話す。大企業会社の社員食堂でパートとして働いている。チャットで知り合った男性に恋をする。化粧に5時間かけると別人のようになる。普段はアフロヘアー。通称「ゾノ」。
瓜部 聡（うりべ さとし）
健児がネイキッドガンに所属していた頃の後輩。23歳。運送業に勤めている。チャットで知り合った女性に恋をする。髪型を変え眼鏡を掛けると別人のようになる。普段はオールバック。通称「ウリちゃん」。
山田 幹夫（やまだ みきお）
純のクラスメート。一方的に純をライバル視している。始めは康子に興味はなかったものの、好意を抱くようになる。あまりモテないという。7人兄弟。通称「ミッキー」。
純を見返すために健児たちを騙したり、康子をひどい目に合わせたが、彼の彼女に対する仕打ちに激怒した純に張り倒され、真実を知った健児からもこれまでの行いを咎められそのまま退散した。
長沼 亜希子（ながぬま あきこ）
ホテル王・長沼グループの社長令嬢。中学3年生（14歳）。家出をし、たまたま出会ったモス（正助）に記憶喪失だと偽って身を置かせてもらっていた。
前田 始（まえだ はじめ）
出版会社に務める編集者。健児（ケンケン）の担当者。独身。
普段は至って温厚だが、締め切りに厳しく、健児が締め切り間近に康子を追って香港へ向かった際は健児を追って自らも香港へ乗り込み、画材道具を武装した筋骨粒々の武骨な姿に変貌すると同時に、性格もマフィア達すら手をつけられないほど凶暴化していた。そして、健児や香港マフィアをも凌ぐその圧倒的な戦闘力と気迫で健児や康子達をはじめ、マフィア達にもアシスタントを強制させて原稿を完成させた。
実質的に康子達とマフィア達が和解するきっかけを作り、原稿完成時にはいつの間にか普段の姿に戻って健児達より先に日本へ帰国した。『終電車』シリーズ（第4話）にも登場している。
王 零（ワン リン）
康子が純とのデート中に出会ったパンダの着ぐるみを着た赤ん坊。実は香港マフィアボスの息子。
まだ赤ん坊だが中国語が達者で、康子の名前や健児の口癖（「オイ、ヤスコ」、「コラ、ヤスコ」）も覚えた。愛称「パン太」。
零（パン太）の両親
香港マフィアのボスとその妻。実子である零（パン太）の世話は殆ど部下に任せきりで、息子に甘えられても冷たくあしらう等、子供に対する愛情は冷めきっている状態だった。
日本での滞在中、康子達に息子を誘拐されたと思い込み、香港で康子と純、エリカを拉致し、健児を銃撃で追いつめるも、突如乱入してきた前田にその場を制圧され、妻や部下共々アシスタントを強制されてしまう。その後、康子の説得と前田に漫画家としての才能を見込まれたことでマフィアのボスから漫画家に転職することを決意し、妻や部下達を驚かせた。
岩瀬 俊介（いわせ しゅんすけ）
康子が合コンで知り合った他校生。当時、高校1年生。読み切り版にのみ登場。

## 読み切り版
『デラックスマーガレット』2004年1月号にて掲載。『三つ編と赤い自転車』に収録。
読み切り版は康子16歳（高校1年生）、健児23歳の設定である。また、健児のアシスタントであるモスとアジダスも登場しているが人相が現在と少々異なっており、名前が付けられていなかった。また、ドラマ化に伴い、『デラックスマーガレット』2008年9月号に再掲載された。

## 単行本
- 1巻：2005年8月25日発売 / ISBN 4088478851
- 2巻：2006年3月24日発売 / ISBN 408846043X
- 3巻：2006年9月25日発売 / ISBN 4088460936
- 4巻：2007年2月23日発売 / ISBN 4088461452
- 5巻：2008年10月24日発売 / ISBN 4088463463

## テレビドラマ
2008年7月12日から9月20日まで毎週土曜日21:00 - 21:54に、日本テレビ系の「土曜ドラマ」枠においてTOKIOの松岡昌宏の主演で放送された。

### キャスト

#### 主要人物
沖 ケンジ
演 - 松岡昌宏
本作の主人公。暴走族「ネイキッドガン」の元総長、現在は少女漫画家。ペンネームは「桜葉れいか」（後に「桜葉れいか。」に変更された）。
椿 エリカ
演 - 広末涼子（レディース時代：小林きな子）
本作のヒロイン。レディース軍団「黒薔薇」の元総長、現在は花屋「つばきフラワー」を営む。
沖 ヤスコ
演 - 多部未華子（幼少期：八木優希）
ケンジの妹。青葉台学院高等学校3-F。
椿 純
演 - 大倉忠義（関ジャニ∞）
青葉台学院高等学校3-特A。姉のエリカと2人暮らし。

#### 青葉台学院高等学校

##### 教職員
御手洗
演 - 住田隆
ヤスコの担任教諭。ケンジを恐れている。

##### 3年特Aクラス
真行寺 ひよこ
演 - 小嶋陽菜
嫌味な性格。どこに行くにも留美とあやめを引き連れている。純に好意を寄せている。桜葉れいかの隠れファン。最終話で純をデートに誘うも完全に振られてしまい、留美達2人と他の女学生と共にその場を走り去っていった。
留美
演 - 西田奈津美
高慢な性格。真行寺と共に行動する。
あやめ
演 - 松本華奈
真行寺と共に行動する。

##### 3-F
亜紀
演 - 東亜優
ヤスコの友人。
千里
演 - 江頭由衣
ヤスコの友人。
ゆり子
演 - 山内映美莉
美月
演 - 笹丘明里
真央
演 - 本間理紗

#### 元暴走族
モス
演 - 内山信二
暴走族「ネイキッドガン」の元親衛隊長で、ケンジのアシスタント。
アジダス
演 - 渡部豪太
暴走族「ネイキッドガン」の元特攻隊長で、ケンジのアシスタント。宮園とは幼馴染みで昔から想いを寄せている
宮園 かおり
演 - 山口紗弥加
エリカがレディース総長だった頃の後輩で、現在は「つばきフラワー」で働いている。アジダスとは幼馴染み。
青田 龍爾
演 - RIKIYA
暴走族「スネイク」の元総長。暴走族であった頃からエリカに惚れている。
赤川
演 - HIRO
青田の部下。

#### 沖家
森口 文江
演 - 高橋惠子
ヤスコとケンジの叔母。
ヤスコとケンジの両親
演 - 布施博、持田雅代
10年前の7月26日に亡くなったヤスコとケンジの両親。

#### その他
渋谷 勝
演 - 嶋大輔
カレー屋「ルート15」の店主。ケンジ達の良き相談相手。暴走族「黄金龍(ゴールデンドラゴン)」の元総長。
星川 優紀子
演 - 櫻井淳子
ケンジが連載する少女漫画を担当する集文社の編集者。「桜葉れいか」の正体がバレることを警戒している。

#### ゲスト

##### 第3話
- 愛（ケンジの見合い相手） - 佐藤江梨子
- 望月（愛の元恋人で、彼女のストーカー） - 大浦龍宇一

##### 第4話
- 本屋の主人 - 二瓶鮫一

##### 第5話
- 山田幹夫（純の幼なじみ） - 安田章大
- 医者 - 阿南健治
- 幹夫の仲間 - 遠藤要

##### 第6話
- 聡（かおりの恋人） - 宅間孝行
- 青田の部下 - ザ・たっち（〜第7話）

##### 第7話
- 長内忠（れいかの正体を追っているスポーツ誌記者） - 小木茂光

##### 第8話
- 椿亨（エリカと純の父） - 夏八木勲（〜最終話）
- 工事現場の責任者 - 河原さぶ
- ロマンス出版の編集者 - 大河内浩
- 別冊Love&Peaceの編集者 - 六角精児
- 客（弁当屋「しゅんや」で弁当を買おうとしていた） - なすび
- 大森ヒロシ、上脇結友、坂東工、浜崎慶美、原田孝司

##### 第9話
- 嶋田賢一（エリカの婚約者） - 長野博（〜最終話）

##### 最終話
- 藤野（「椿物産」専務） - 中丸新将
- ヤクザ（藤野の手下） - 工藤俊作、賀川黒之助
- 椿物産の役員 - 窪園純一、児玉頼信
- 運転手（エリカを迎えに来たハイヤー運転手） - 田上ひろし

### スタッフ
- 原作 - アルコ『ヤスコとケンジ』（集英社マーガレットコミックス）
- 脚本 - 山浦雅大、渡辺雄介、大石哲也
- プロット協力 - 横幕智裕、渡辺雄介
- 音楽 - 大島ミチル
- 音楽プロデューサー - 伊藤圭一
- 主題歌 - TOKIO「雨傘」（ジェイ・ストーム）
- 技術協力 - NiTRo
- 美術協力 - 日テレアート
- タイトルバック - 西村了
- CG - ゴンゾ
- 選曲 - 藤村義孝
- 技斗 - 佐々木修平
- カースタント - タカハシレーシング
- 演出 - 大谷太郎、長沼誠、本間美由紀
- プロデューサー - 荻野哲弘（日本テレビ）・千葉行利（ケイファクトリー）・三田真奈美（PPM）
- 企画協力 - PPM
- 制作プロダクション - ケイファクトリー
- 製作著作 - 日本テレビ

### 放送日程
| 各話                                                       | 放送日  | サブタイトル                                  | 脚本     | 演出       | 視聴率 |
| ---------------------------------------------------------- | ------- | --------------------------------------------- | -------- | ---------- | ------ |
| 第1話                                                      | 7月12日 | アニキは元暴走族! 妹を守る…これが俺の正義だ!! | 山浦雅大 | 大谷太郎   | 12.3%  |
| 第2話                                                      | 7月19日 | 純情レディース総長の変身告白                  | 渡辺雄介 | 大谷太郎   | 13.1%  |
| 第3話                                                      | 7月26日 | 暴走! お見合い作戦 涙の玉子焼                 | 大石哲也 | 長沼 誠    | 11.2%  |
| 第4話                                                      | 8月02日 | 妹に贈る涙の誕生日プレゼント                  | 山浦雅大 | 長沼 誠    | 12.9%  |
| 第5話                                                      | 8月09日 | 椿君に恋敵!? 沖さんは僕が守る                 | 渡辺雄介 | 大谷太郎   | 10.6%  |
| 第6話                                                      | 8月16日 | 元ヤン同士の純愛は傷だらけ!!                  | 山浦雅大 | 本間美由紀 | 12.3%  |
| 第7話                                                      | 8月23日 | 正体バレた!? コスプレ替玉作戦                 | 渡辺雄介 | 長沼 誠    | 14.9%  |
| 第8話                                                      | 9月06日 | 兄に贈る! 涙の漫画家復帰作戦                  | 山浦雅大 | 大谷太郎   | 13.0%  |
| 第9話                                                      | 9月13日 | 悲しい結末…妹の初恋を救え!!                   | 大石哲也 | 本間美由紀 | 13.4%  |
| 最終話                                                     | 9月20日 | 10年愛の行方…アニキの幸せは私達が守る!!       | 山浦雅大 | 大谷太郎   | 16.3%  |
| 平均視聴率 13.1%（視聴率は関東地区・ビデオリサーチ社調べ） |         |                                               |          |            |        |

※2008年8月30日は『24時間テレビ 「愛は地球を救う」』が放送されたため休止。

### 関連商品
- ヤスコとケンジ DVD-BOX（2009年1月16日発売）

## モーションコミック
2014年4月7日より、J:COM オン デマンドやauビデオパスなどau/J:COMの動画配信サービスでモーションコミックが配信された。
キャスト
- 沖康子 - 西口杏里沙
- 沖健児 - 川原慶久
- 椿純 - 長谷川芳明